# Дунъин (район)
Дунъи́н (кит. упр. 东营, пиньинь Dōngyíng) — район городского подчинения городского округа Дунъин провинции Шаньдун (КНР). Район был назван по деревне Дунъин; само название означает «восточный военный лагерь».

## История
Исторически эти места не входили в состав одной административной единицы; после образования КНР эти земли были разделены между тремя уездами. Ситуация изменилась, когда в 1961 году в районе деревни Дунъин было открыто месторождение нефти. В 1965 году в составе Специального района Хуэйминь (современного Биньчжоу) был создан Дунъинский рабочий комитет для управления районом добычи нефти. 15 октября 1983 года был официально образован городской округ Дунъин, а с января 1984 года в его составе были созданы районы Дунъин и Нючжуан (牛庄区). В июне 1987 года район Нючжуан был присоединён к району Дунъин.

## Административное деление
Район делится на 6 уличных комитетов и 4 посёлка.